# Porsuk Hüyük
Koordinaten: 37° 30′ 52″ N, 34° 34′ 46″ O
| Porsuk Hüyük |

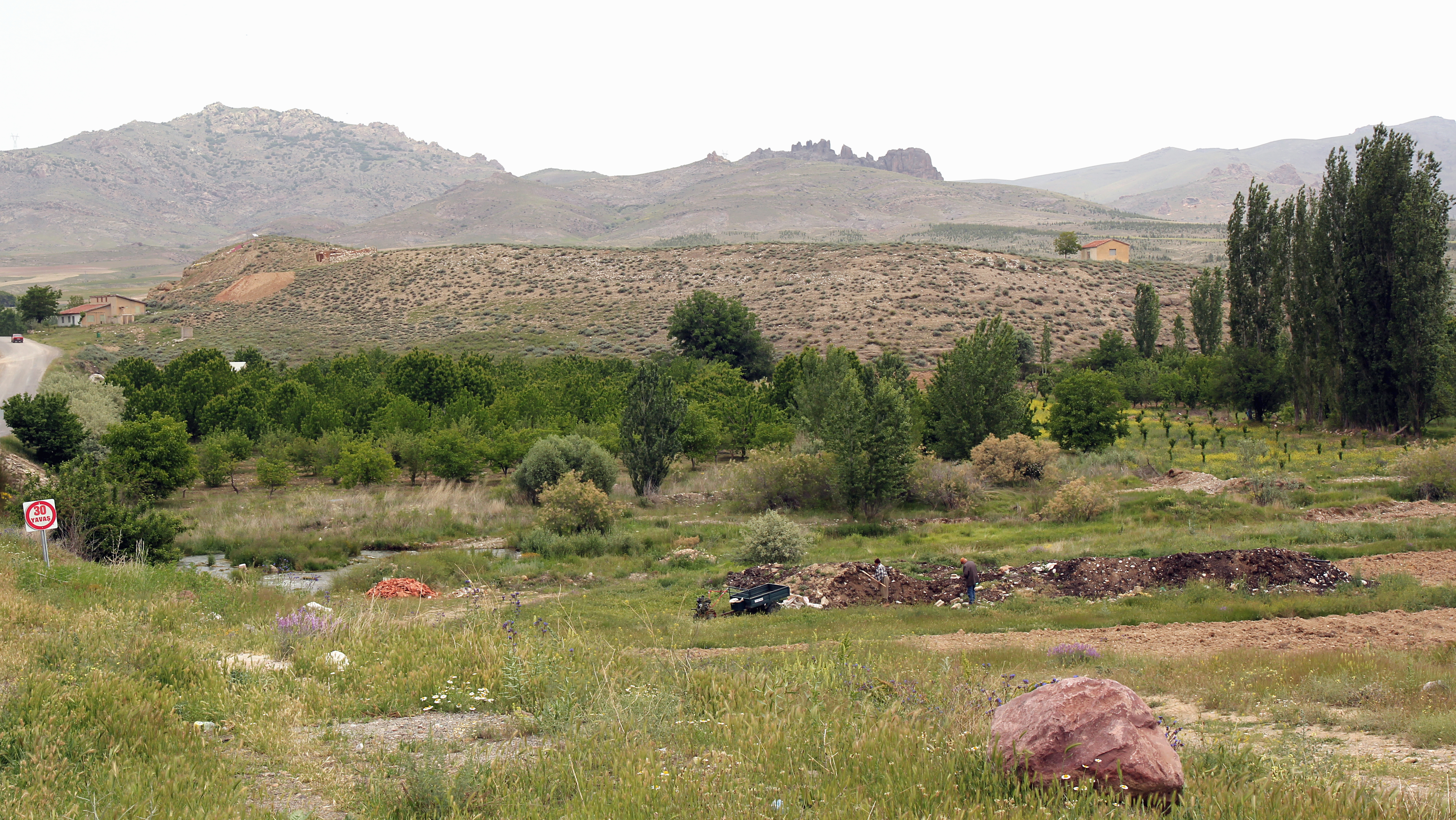
Porsuk Hüyük von Süden

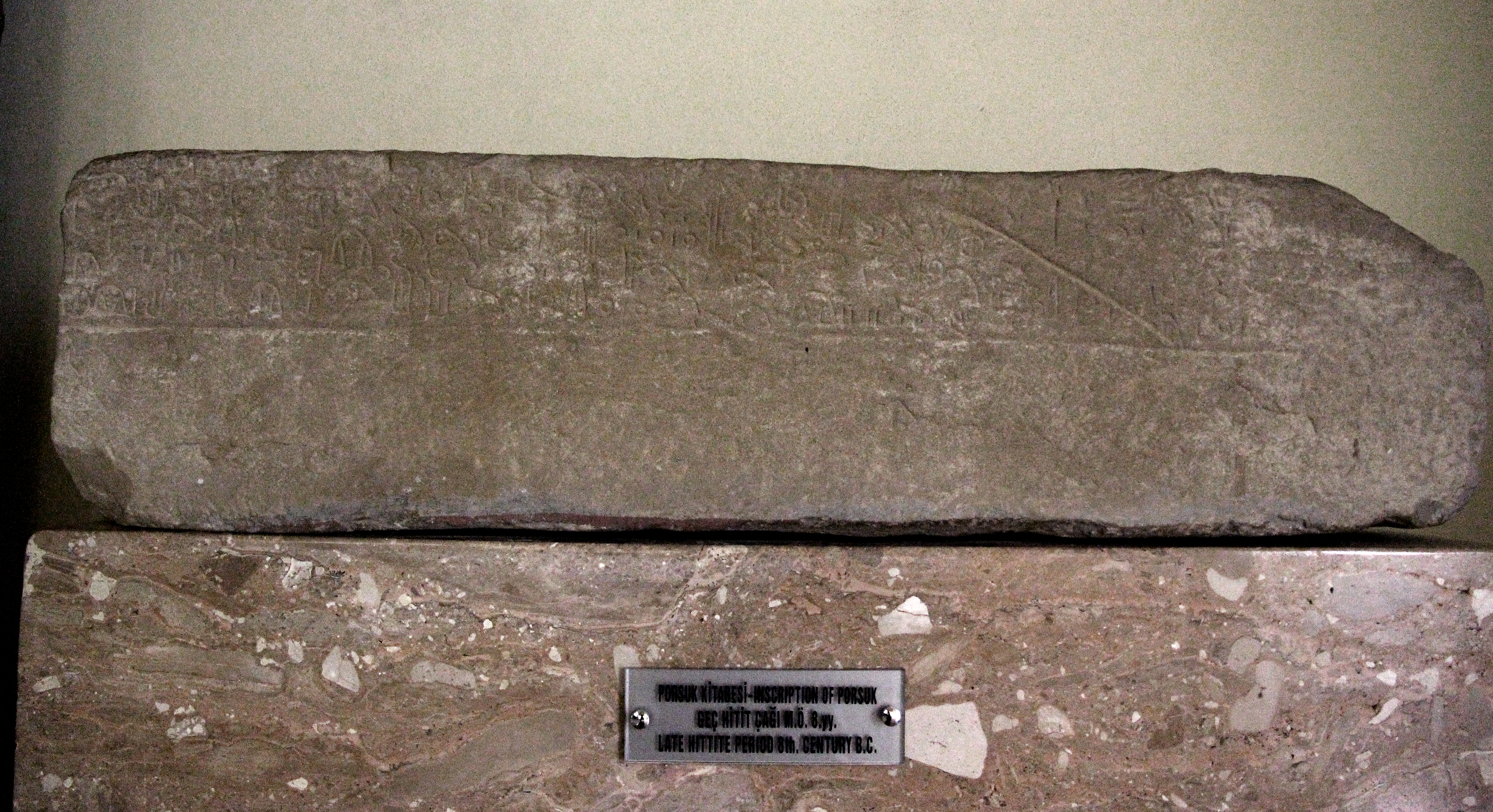
Hieroglyphen-luwische Inschrift aus Porsuk im archäologischen Museum Niğde

Auf dem Hügel Porsuk Hüyük, auch Zeyvehöyük, lag eine hethitische Festung, die den Zugang vom Hochland zur Kilikischen Pforte und damit nach Kizzuwatna kontrollierte. Seit 1969 finden hier Ausgrabungen unter der Leitung von Olivier Pelon statt. Sein Team konnte unter anderem meterdicke Befestigungsmauern und eine Poterne aufdecken. Der Hügel liegt etwa fünf Kilometer nördlich des Ortes Porsuk im Landkreis Ulukışla der türkischen Provinz Niğde. Der Ort wird heute mit dem hethitischen Tunna identifiziert.
Die Festung wurde gegen Ende der Großreichszeit durch einen Brand zerstört und in der frühen Eisenzeit und unter den Römern wiederbesiedelt.
In der späthethitischen Zeit gehörte Porsuk zu Tuwana (Tyana). Aus dieser Zeit stammt eine Inschrift in Hieroglyphen-Luwisch, die im Museum von Niğde aufbewahrt wird.
Einer der Herrscher von Tunna war im späten 8. Jahrhundert v. Chr. Tarhunazi, ein Vasall des Königs Warpalawa von Tabal. Er hat sich in der Felsinschrift von Bulgarmaden verewigt, die etwa zehn Kilometer südöstlich des Hüyüks liegt.